# Sacerdos de Lyon
Sacerdos de Lyon (487- 11 septembre[réf. nécessaire] 552 est un évêque de Lyon de 549 à 552, conseiller du roi Childebert Ier. C'est un saint fêté le 11 septembre. 

## Biographie
Il est le fils de saint Rustique, évêque à Lyon à la fin du Ve siècle. Son fils Aurélien d'Arles (° 523 - † 16 juin 551 à Lyon) est archevêque d'Arles de 23 août 546 à sa mort. Son neveu Nizier lui succède comme archevêque de Lyon.
Conseiller du roi Childebert, il l'influence peut être pour qu'il fonde un hospice entre l'église Saint-Paul et le premier pont du Change. 
Un notice du XIIe siècle lui attribue la fondation de l'église Saint-Paul et de Sainte-Eulalie, ancien monastère féminin situé à l'emplacement de l'actuelle église Saint-Georges.
Sacerdos préside le cinquième concile d'Orléans. Il meurt à Paris peu de temps avant un concile. Son épitaphe est retrouvée en 1883 dans l'Église Saint-Nizier de Lyon.

### Sources
- Christian Settipani, Les ancêtres de Charlemagne, 1989,